# Östergötlands runinskrifter 23
Ög 23 är en nu försvunnen vikingatida runsten i Örminge, Kuddby socken och Norrköpings kommun. 
Örminge ligger omkring 1,5 km nordost om kyrkan.
Stenen ska ha flyttats till Björklund, en by väster om kyrkan, omkring 1850, men är därefter försvunnen.

## Inskriften
Translitterering av runraden:
[þurlakʀ : lit : raisa : stain : þina : eftiʀ : rouþa : faþur : sin : auk : eftiʀ : kuna :]
Normalisering till runsvenska:
Þorlakʀ let ræisa stæin þenna æftiʀ ʀauða, faður sinn, ok æftiʀ Gunna.
Översättning till nusvenska:
Torlak lät resa denna sten efter Röde, sin fader, och efter Gunne.